# Erwin Leo Himmel
Erwin Leo Himmel (sinh ngày 9 tháng 4 năm 1956 ở Graz, Úc) là một nhà thiết kế ô tô lừng danh. Ông là một trong những nhà thiết kế đầu tiên nhận ra tầm quan trọng của việc xây dựng thương hiệu bền vững trong ngành công nghiệp ô tô.
Làm việc cho Audi từ năm 1982 tới năm 1994, Himmel chịu trách nhiệm thiết kế hầu như toàn bộ dòng xe từ giữa những năm 80 đến giữa những năm 90, ví dụ như dòng xe Audi 80 Sedan, Avant, Coupe và mui trần, Audi 100 Sedan và Avant cũng như Audi V8.
Ông cũng là người thiết kế ra loại xe quan trọng trong lịch sử thiết kế của hãng Audi: xe Audi Quattro Spyder. Năm 2000, ông sang lập ra studio thiết kế "Fuore Design". Kinh doanh chủ yếu là thiết kế xe hơi và tư vấn về thương hiệu.
Himmel từng làm việc thành công cho hầu hết các tập đoàn hàng đầu trong ngành công nghiệp xe hơi.
Dự án mới nhất của Himmel là tái tạo một thương hiệu sang trọng cổ: Hispano Suiza. Hispano Suiza tái xuất ra mắt tại triển lãm ô tô Geneva tháng 3 năm 2010. Phản hồi từ giới truyền thông và khách hàng dành cho Hispano Suiza rất tốt.